# کریگ ای میلر
 کریگ ای میلر (انگلیسی: Craig A. Miller؛ زاده ۱۸ اکتبر ۱۹۶۲) یک تنیس‌باز اهل استرالیا است.